# كلية التربية العلمية (جامعة البصرة)
كلية التربية العلمية (الاسم الرسمي كلية التربية للعلوم الصرفة)، هي إحدى كليات جامعة البصرة في العراق، انبثقت عن كلية التربية. تأسست في السنة الدراسية 1975 – 1976.
تمنح الكلية شهادة البكالوريوس في الاختصاصات الرئيسية الموجودة فيها حسب الأقسام العلمية. ومـدة الدراسة فـي الكلية أربع سنوات وهي تتبع النظام السنوي في التدريس. فتحت الدراسات عليا (الماجستير والدكتوراه) في خمسة من أقسام الكلية هي علوم الحياة والرياضات والكيمياء والفيزياء وعلوم الحاسوب.
تصدر الكلية مجلة علمية باسم (مجلة أبحاث البصرة/العلميات) تنشر بحوث التدريسيين من داخل وخارج الكلية.
1. 1 2 3  "نبذة تأريخية". ceps.uobasrah.edu.iq. اطلع عليه بتاريخ 2022-12-10.